# Rally Dakar de 2005
El Rally Dakar de 2005, la vigesimoséptima edición de esta carrera rally raid, se realizó del 31 de diciembre de 2004 al 16 de enero del año siguiente. El trayecto total de esta versión, que se extendió entre Barcelona y Dakar, fue de 9039 km y se disputó por rutas de España, Marruecos (con el Sahara Occidental incluido), Mauritania, Malí y Senegal.
Participaron un total de 165 coches, 230 motocicletas y 69 camiones, de los cuales llegaron a la final 75, 104 y 36, respectivamente.

## Recorrido
| Etapa | Fecha           | Origen          | Destino         | Total (km)      |
| ----- | --------------- | --------------- | --------------- | --------------- |
| 1     | 31 de diciembre | Barcelona       | Barcelona       | 50              |
| 2     | 1 de enero      | Barcelona       | Granada         | 920             |
| 3     | 2 de enero      | Granada         | Rabat           | 573             |
| 4     | 3 de enero      | Rabat           | Agadir          | 666             |
| 5     | 4 de enero      | Agadir          | Smara           | 654             |
| 6     | 5 de enero      | Smara           | Zouérat         | 622             |
| 7     | 6 de enero      | Zouérat         | Tichit          | 669             |
| 8     | 7 de enero      | Tichit          | Tidjikja        | 538 *           |
| 9     | 8 de enero      | Tidjikja        | Atar            | 399             |
|       | 9 de enero      | Día de descanso | Día de descanso | Día de descanso |
| 10    | 10 de enero     | Atar            | Atar            | 499             |
| 11    | 11 de enero     | Atar            | Kiffa           | 695             |
| 12    | 12 de enero     | Kiffa           | Bamako          | 819             |
| 13    | 13 de enero     | Bamako          | Kayes           | 668             |
| 14    | 14 de enero     | Kayes           | Tambacounda     | 630             |
| 15    | 15 de enero     | Tambacounda     | Dakar           | 569             |
| 16    | 16 de enero     | Dakar           | Dakar           | 68              |

- Etapa 8 anulada debido a malas condiciones climáticas.

## Vencedores por etapas
| Etapa | Motocicletas                 | Coches                       | Camiones                     |
| ----- | ---------------------------- | ---------------------------- | ---------------------------- |
| 1     | David Frétigné               | Robby Gordon                 | Hans Bekx                    |
| 2     | Solo enlace, sin cronometrar | Solo enlace, sin cronometrar | Solo enlace, sin cronometrar |
| 3     | David Frétigné               | Colin McRae                  | Hans Bekx                    |
| 4     | etapa cancelada (1)          | Robby Gordon                 | Vladimir Chagin              |
| 5     | Andy Caldecott               | Colin McRae                  | Vladimir Chagin              |
| 6     | Fabrizio Meoni               | Stéphane Peterhansel         | Vladimir Chagin              |
| 7     | David Frétigné               | Stéphane Peterhansel         | Firdaus Kabirov              |
| 8     | etapa cancelada (2)          | etapa cancelada (2)          | etapa cancelada (2)          |
| 9     | Isidre Esteve                | Luc Alphand                  | Vladimir Chagin              |
|       | Día de descanso              |                              |                              |
| 10    | Cyril Despres                | Stéphane Peterhansel         | Firdaus Kabirov              |
| 11    | Marc Coma                    | Jutta Kleinschmidt           | Hans Bekx                    |
| 12    | etapa cancelada (3)          | Giniel de Villiers           | Gérard de Rooy               |
| 13    | Andy Caldecott               | Stéphane Peterhansel         | Gérard de Rooy               |
| 14    | Jean de Azevedo              | Bruno Saby (4)               | Gérard de Rooy               |
| 15    | Cyril Despres                | Giniel de Villiers           | Vladimir Chagin              |
| 16    | Kellon Walch                 | Bruno Saby                   | Vladimir Chagin              |

Notas:
- (1) — Etapa cancelada sólo para motocicletas por condiciones climáticas adversas.
- (2) — Etapa cancelada por razones de visibilidad.
- (3) — Etapa 12 cancelada sólo para motocicletas en homenaje a Fabrizio Meoni, piloto italiano fallecido durante el desarrollo de la etapa anterior.
- (4) — Etapa ganada por Ari Vatanen pero penalizado por exceso de velocidad, perdiendo dicha posición.

## Clasificaciones finales
- Diez primeros clasificados en cada una de las tres categorías en competencia.

### Motos
| Rank. | Piloto          | Marca  | Tiempo    |
| ----- | --------------- | ------ | --------- |
| 1     | Cyril Despres   | KTM    | 47:27:31  |
| 2     | Marc Coma       | KTM    | + 9:17    |
| 3     | Alfie Cox       | KTM    | + 11:29   |
| 4     | Isidre Esteve   | KTM    | + 11:51   |
| 5     | David Frétigné  | Yamaha | + 33:36   |
| 6     | Andy Caldecott  | KTM    | + 48:11   |
| 7     | Jean de Azevedo | KTM    | + 1:27:41 |
| 8     | Giovanni Sala   | KTM    | + 1:33:53 |
| 9     | Chris Blais     | KTM    | + 1:53:10 |
| 10    | Jean Brucy      | KTM    | + 3:11:39 |

### Coches

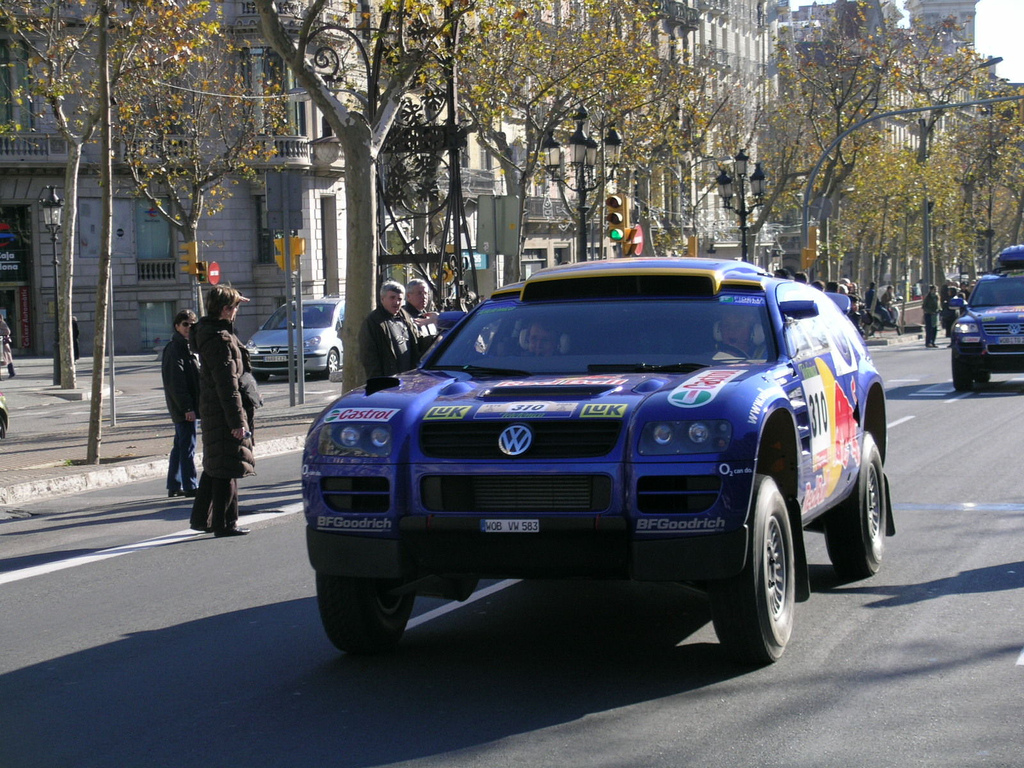
Volkswagen-Touareg de Jutta Kleinschmidt y Fabrizia Pons, terceras en la categoría coches.

| Rank. | Piloto               | Copiloto            | Marca      | Tiempo     |
| ----- | -------------------- | ------------------- | ---------- | ---------- |
| 1     | Stéphane Peterhansel | Jean-Paul Cottret   | Mitsubishi | 52:31:39   |
| 2     | Luc Alphand          | Gilles Picard       | Mitsubishi | + 27:14    |
| 3     | Jutta Kleinschmidt   | Fabrizia Pons       | Volkswagen | + 3:22:00  |
| 4     | Giniel de Villiers   | Jean-Marie Lurquin  | Nissan     | + 4:02:36  |
| 5     | Bruno Saby           | Michel Périn        | Volkswagen | + 8:44:14  |
| 6     | Nani Roma            | Henri Magne         | Mitsubishi | + 9:19:37  |
| 7     | Carlos Sousa         | Thierry Delli-Zotti | Nissan     | + 10:02:29 |
| 8     | Thierry Magnaldi     | Jean-Paul Forthomme | Honda      | + 11:03:44 |
| 9     | José Luis Monterde   | Rafael Tornabell    | BMW        | + 13:27:31 |
| 10    | Ramon Dalmau         | Enric Oller         | Mitsubishi | + 19:16:53 |

### Camiones
| Rank. | Piloto             | Copiloto                           | Marca           | Tiempo     |
| ----- | ------------------ | ---------------------------------- | --------------- | ---------- |
| 1     | Firdaus Kabirov    | Aydar Belyaev Andrey Mokeev        | Kamaz           | 71:13:55   |
| 2     | Yoshimasa Sugawara | Katsumi Hamura                     | Hino            | + 6:04:19  |
| 3     | Giacomo Vismara    | Mario Cambiaghi Claudio Bellina    | Mercedes-Unimog | + 6:46:28  |
| 4     | Jan de Rooy        | Dany Colebunders Clemens Smulders  | DAF             | + 7:37:43  |
| 5     | Gérard de Rooy     | Tom Colsoul Arno Slaats            | DAF             | + 9:34:39  |
| 6     | Teruhito Sugawara  | Seiichi Suzuki                     | Hino            | + 11:05:33 |
| 7     | Markku Alén        | Toni Guido Adriano Micozzi         | Iveco           | + 11:26:19 |
| 8     | Karl Sadlauer      | Franz Maier Martín Mayer           | MAN             | + 12:18:50 |
| 9     | Peter Reif         | Gunter Pichlbauer Stefan Huber     | MAN             | + 12:34:39 |
| 10    | Jan Govaere        | Mario Gherardyn Yves Despiegelaere | GINAF           | + 14:03:24 |